# Johann Jakob Müller
Johann Jakob Müller (Winterthur, 4 maart 1846 - Zürich, 14 januari 1875) was een Zwitsers fysioloog en natuurkundige.

## Biografie
Johann Jakob Müller behaalde in 1868 een doctoraat aan de Universiteit van Zürich onder promotorschap van Adolf Fick en met de titel "Untersuchungen über den Drehpunkt des menschlichen Auges". Hij was academisch actief aan de Universiteit van Zürich maar ook aan de universiteiten van Leipzig en Heidelberg. In 1870 werd hij docent aan de Universiteit van Leipzig, om in 1871 aan de slag te gaan als professor natuurkunde aan de Federale Polytechnische Hogeschool van Zürich. Alfred Kleiner was een doctoraatsstudent onder zijn toezicht. Müller stierf jong, op 28-jarige leeftijd.